# Rocher gravé de Brécy
Le rocher gravé de Brécy dit aussi abri du guerrier franc est un rocher gravé au Ve siècle, situé sur le territoire de la commune de Brécy, en France.

## Localisation
Le rocher gravé se trouve en forêt, sur une butte de sable et de grès du bois du Châtelet, au lieu-dit la Pierre à Contrat.

## Description
Les gravures se trouvent sur la paroi latérale d'un gros bloc de grès sur lequel vient s'appuyer un autre rocher en formant ainsi un abri naturel d'environ 4 mètres de long. Il s'agit de gravures d'armes et de symboles entourant un guerrier franc d'une quarantaine de centimètres de haut. La partie gravée, qui mesure 1,40 mètre de haut et 2,60 mètres de long, comporte également des sillons d'affûtage d'armes dont le plus profond semble avoir été creusé par l'affûtage ou le fourbissage d'une francisque. Ces sillons sont de la même époque que les gravures. Le guerrier (ou dieu) franc tient dans une main une francisque et dans l'autre une framée. Il est casqué et son sexe est en érection. À la droite un svastika et, à gauche du guerrier, est ébauché un autre petit personnage. Parmi les gravures on reconnait une pointe de lance, une croix de Lorraine et des croix latines plus récentes, des pointes de framées, des carrés avec médianes et diagonales, au centre du panneau un prénom : Jule (plus récent) et en haut un IHS chrétien (Iesus Hominum Salvator) qui vise, comme les croix, à christianiser ce panneau.

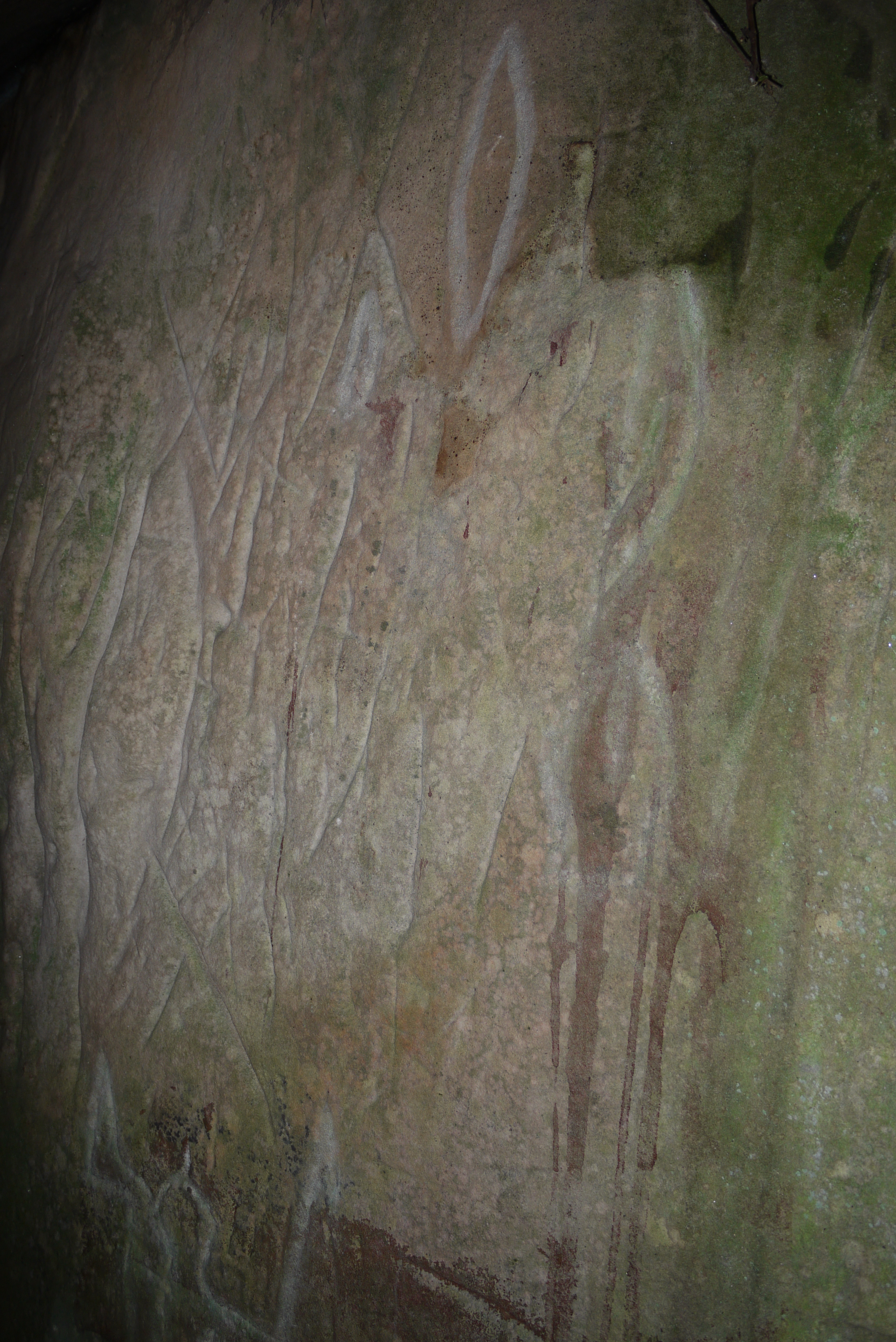
Rocher gravé de Brécy.
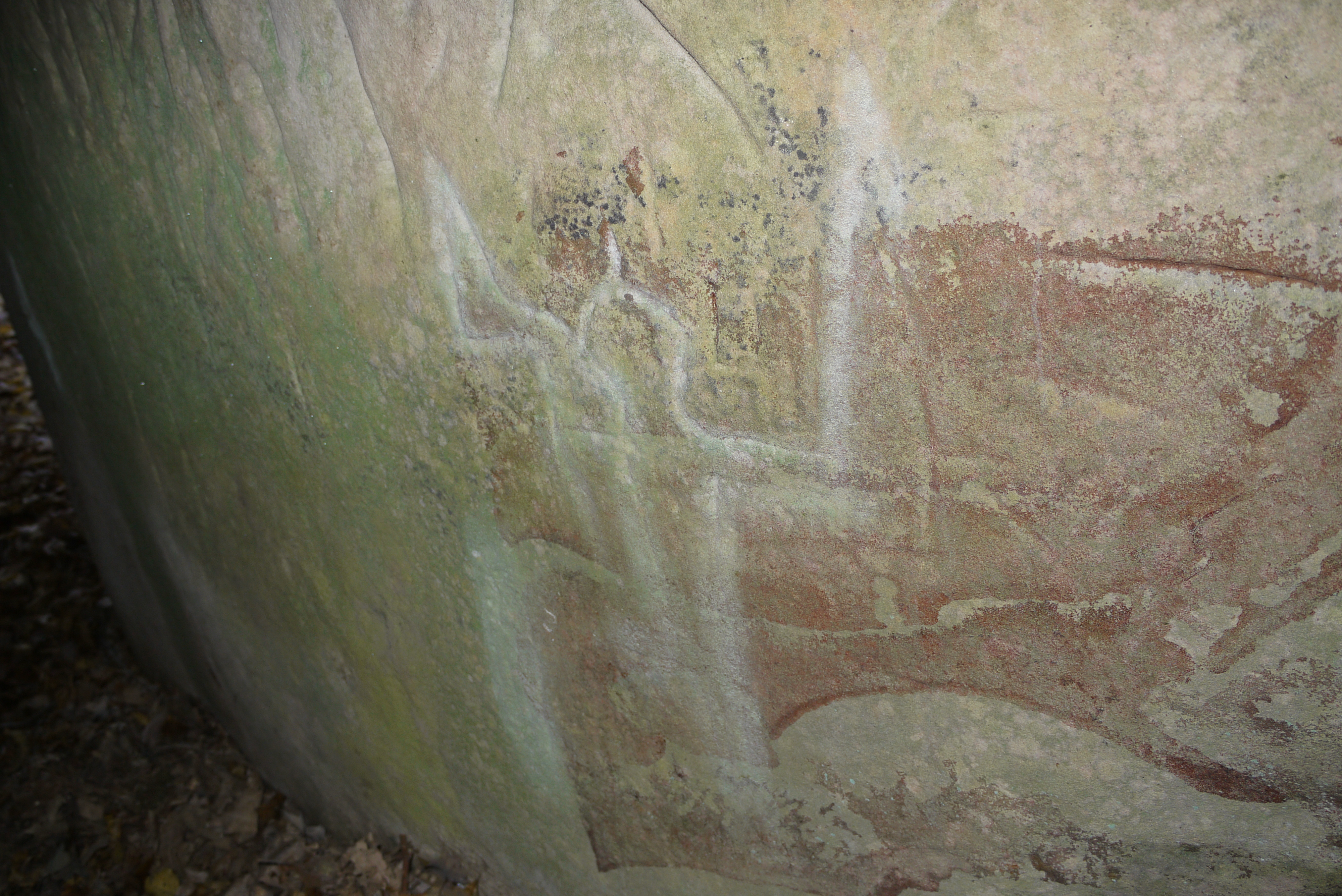
Le guerrier franc.

## Historique
Les gravures furent découvertes en 1958. En 1960 des fouilles mirent au jour un petit vase dans une couche de terre contemporaine des gravures. Dans les anfractuosités des rochers, deux poteries dites « de Villeneuve », furent également trouvées. Ces découvertes ainsi que les armes représentées et le symbole du svastika permettent de dater ces gravures de la fin du Ve siècle, c'est-à-dire de l'époque à laquelle Clovis entreprenait la conquête de Soissons et de la région. Aucun silex ou traçoir n'a été trouvé dans la couche du sol relatif aux gravures, ce qui indique qu'elles ont été tracées avec un outil de métal.
Le rocher gravé est classé au titre des monuments historiques en 1975.